# Wilmer Carrillo
Wilmer Carrillo Gonzales (Lima, 12 de abril de 1979) es un exfutbolista peruano. Jugaba de centrocampista. Actualmente dirige a las divisiones menores del Club Alianza Lima

## Clubes
| Club                    | País | Año       |
| ----------------------- | ---- | --------- |
| Alianza Lima            | Perú | 2000      |
| Estudiantes de Medicina | Perú | 2001      |
| Juan Aurich             | Perú | 2002      |
| Sport Coopsol           | Perú | 2003      |
| Universidad San Martín  | Perú | 2004-2009 |
| Cienciano               | Perú | 2010      |
| CNI                     | Perú | 2010-2011 |
| Unión Comercio          | Perú | 2012      |
| Los Caimanes            | Perú | 2013      |

## Palmarés
| Título                    | Club                   | País | Año  |
| ------------------------- | ---------------------- | ---- | ---- |
| Segunda División del Perú | Sport Coopsol          | Perú | 2003 |
| Primera División del Perú | Universidad San Martín | Perú | 2007 |
| Primera División del Perú | Universidad San Martín | Perú | 2008 |
| Segunda División del Perú | Los Caimanes           | Perú | 2013 |

- Datos: Q6167870